# Parahyalopeza
Parahyalopeza este un gen de muște din familia Tephritidae.

Cladograma conform Catalogue of Life:
| Parahyalopeza | \| \| Parahyalopeza bushi \| \| \| \| \| \| Parahyalopeza multipunctata \| \| \| \| |
|               | \| \| Parahyalopeza bushi \| \| \| \| \| \| Parahyalopeza multipunctata \| \| \| \| |
|               | Parahyalopeza bushi                                                                 |
|               |                                                                                     |
|               | Parahyalopeza multipunctata                                                         |
|               |                                                                                     |